# 小行星2437
小行星2437（2437 Amnestia）是一颗绕太阳运转的小行星，为主小行星带小行星。该小行星于1942年9月14日发现。
該小行星以國際特赦組織命名。

## 轨道参数
小行星2437的轨道半长轴为2.1885248 UA，离心率为0.148。